# Ceratostylis nivea
Ceratostylis nivea är en orkidéart som beskrevs av Rudolf Schlechter. Ceratostylis nivea ingår i släktet Ceratostylis och familjen orkidéer. Inga underarter finns listade i Catalogue of Life.